# Ulster Grand Prix 1954
De Ulster Grand Prix 1954 was de derde Grand Prix van het wereldkampioenschap wegrace in het seizoen 1954. De races werden verreden op het Dundrod Circuit, een stratencircuit nabij de plaats Dundrod in het district Lisburn, County Antrim, op korte afstand van Belfast, de hoofdstad van Noord-Ierland. In Ulster kwamen alle klassen aan de start: op donderdag 24 juni de 500 cc en 125 cc en op zaterdag 26 juni de 250 cc, de 250 cc en de zijspanklasse.

## Algemeen
De Ulster Grand Prix werd in de week na de TT van Man georganiseerd. Daarmee werden veel kosten bespaard. In het jaar ervoor moesten de coureurs en teams na de TT naar het vasteland van Europa reizen om tussen de GP van Frankrijk en de GP van Zwitserland helemaal naar Noord-Ierland heen en weer te reizen. Nu kon men meteen de korte bootreis van Peel naar Portaferry maken. Er waren geen gecombineerde klassen meer, elke klasse reed haar eigen race waardoor de coureurs niet meer hoefden te kiezen in welke klasse ze startten.

## 500cc-klasse
Er was wel degelijk een 500cc-race in Ulster, die werd gewonnen door Ray Amm voor Rod Coleman en Gordon Laing. Door het slechte weer werd de race echter ingekort van 27 tot slechts 15 ronden en daardoor leverde ze geen geldig resultaat op.

### Top tien tussenstand 500cc-klasse
| Pos | Coureur         | Merk   | Ptn |
| --- | --------------- | ------ | --- |
| 1   | Ray Amm         | Norton | 8   |
| 1   | Pierre Monneret | Gilera | 8   |
| 3   | Geoff Duke      | Gilera | 6   |
| 3   | Alfredo Milani  | Gilera | 6   |
| 5   | Jack Brett      | Norton | 4   |
| 5   | Jacques Collot  | Norton | 4   |
| 7   | Reg Armstrong   | Gilera | 3   |
| 7   | Luigi Taveri    | Norton | 3   |
| 9   | Bob Matthews    | Norton | 2   |
| 9   | Rudy Allison    | Norton | 2   |

## 350cc-klasse
Het fabrieksteam van Moto Guzzi (waarvan tijdens de TT van Man iedereen was uitgevallen), was niet naar Ulster gereisd. Dat gaf Norton en AJS vrij spel en Ray Amm won ook de 350cc-race voor zijn teamgenoot Jack Brett en Bob McIntyre met de AJS 7R. Gordon Laing, die een mooie derde plaats in de 500cc-race verloren had zien gaan omdat het resultaat niet telde, werd nu vierde.
| Pos | Coureur         | Merk   | Tijd      | Punten |
| --- | --------------- | ------ | --------- | ------ |
| 1   | Ray Amm         | Norton | 2:13"15'6 | 8      |
| 2   | Jack Brett      | Norton | +34'4     | 6      |
| 3   | Bob McIntyre    | AJS    | +47'4     | 4      |
| 4   | Gordon Laing    | Norton |           | 3      |
| 5   | Leo Simpson     | AJS    |           | 2      |
| 6   | Maurice Quincey | Norton |           | 1      |

| Coureur           | Merk       | Oorzaak    |
| ----------------- | ---------- | ---------- |
| Ken Kavanagh      | Moto Guzzi | Teambeleid |
| Fergus Anderson   | Moto Guzzi | Teambeleid |
| Enrico Lorenzetti | Moto Guzzi | Teambeleid |

| Coureur           | Merk          |
| ----------------- | ------------- |
| John Grace        | Norton        |
| Auguste Goffin    | Norton        |
| Firmin Dauwe      | Norton        |
| Georg Braun       | Schnell-Horex |
| Karl Hofmann      | DKW           |
| Siegfried Wünsche | DKW           |
| Jacques Collot    | Norton        |
| Pierre Monneret   | AJS           |
| Bob Keeler        | Norton        |
| Bob Matthews      | Velocette     |
| Derek Farrant     | AJS           |
| John Clark        | AJS           |
| Peter Davey       | Norton        |
| Alano Montanari   | Moto Guzzi    |
| Duilio Agostini   | Moto Guzzi    |
| Barry Stormont    | BSA           |
| Rod Coleman       | AJS           |

### Top tien tussenstand 350cc-klasse
| Pos | Coureur         | Merk      | Ptn |
| --- | --------------- | --------- | --- |
| 1   | Rod Coleman     | AJS       | 8   |
| 1   | Pierre Monneret | AJS       | 8   |
| 1   | Ray Amm         | Norton    | 8   |
| 4   | Derek Farrant   | AJS       | 6   |
| 4   | Auguste Goffin  | Norton    | 6   |
| 4   | Jack Brett      | Norton    | 6   |
| 7   | Leo Simpson     | AJS       | 5   |
| 8   | Bob Keeler      | Norton    | 4   |
| 8   | Bob Matthews    | Velocette | 4   |
| 8   | Bob McIntyre    | AJS       | 4   |

## 250cc-klasse
Net als in de Lightweight TT werd de 250cc-race volledig gecontroleerd door de NSU-rijders. Werner Haas won voor Hans Baltisberger en Hermann Paul Müller. Reg Armstrong en Rupert Hollaus komen in de uitslagen niet voor, maar hoorden waarschijnlijk onder de uitvallers. Dat waren er waarschijnlijk veel, want John Horne scoorde punten met zijn Rudge, evenals Bob Geeson met zijn zelfgebouwde REG. Opmerkelijk was dat Werner Haas, Rupert Hollaus en Hans Baltisberger dezelfde snelste rondetijd reden.
| Pos | Coureur             | Merk       | Tijd      | Punten |
| --- | ------------------- | ---------- | --------- | ------ |
| 1   | Werner Haas         | NSU        | 1:14"31'4 | 8      |
| 2   | Hans Baltisberger   | NSU        | +0'2      | 6      |
| 3   | Hermann Paul Müller | NSU        | +1"45'6   | 4      |
| 4   | Arthur Wheeler      | Moto Guzzi |           | 3      |
| 5   | John Horne          | Rudge      |           | 2      |
| 6   | Bob Geeson          | REG        |           | 1      |

| Coureur        | Merk | Oorzaak |
| -------------- | ---- | ------- |
| Rupert Hollaus | NSU  |         |
| Reg Armstrong  | NSU  |         |

| Coureur         | Merk       | Oorzaak    |
| --------------- | ---------- | ---------- |
| Ken Kavanagh    | Moto Guzzi | Teambeleid |
| Fergus Anderson | Moto Guzzi | Teambeleid |

| Coureur           | Merk       |
| ----------------- | ---------- |
| Luigi Taveri      | Moto Guzzi |
| Georg Braun       | NSU        |
| Helmut Hallmeier  | Adler      |
| Kurt Knopf        | NSU        |
| Walter Reichert   | NSU        |
| Walter Vogel      | Adler      |
| Tommy Wood        | Moto Guzzi |
| Angelo Marelli    | Moto Guzzi |
| Lanfranco Baviera | Moto Guzzi |
| Roberto Colombo   | Moto Guzzi |
| Romolo Ferri      | Moto Guzzi |

### Top tien tussenstand 250cc-klasse
| Pos | Coureur             | Merk       | Ptn |
| --- | ------------------- | ---------- | --- |
| 1   | Werner Haas         | NSU        | 24  |
| 2   | Hermann Paul Müller | NSU        | 13  |
| 3   | Rupert Hollaus      | NSU        | 10  |
| 3   | Hans Baltisberger   | NSU        | 10  |
| 5   | Reg Armstrong       | NSU        | 4   |
| 6   | Arthur Wheeler      | Moto Guzzi | 3   |
| 7   | Fergus Anderson     | Moto Guzzi | 2   |
| 7   | Tommy Wood          | Moto Guzzi | 2   |
| 7   | John Horne          | Rudge      | 2   |
| 10  | Lanfranco Baviera   | Moto Guzzi | 1   |
| 10  | Bob Geeson          | REG        | 1   |

## 125cc-klasse
Ook het podium na de 125cc-race kende alleen NSU-rijders. In de Ultra-Lightweight TT hadden Carlo Ubbiali en Cecil Sandford met hun MV Agusta Bialbero 125's nog goed partij gegeven tegen de NSU Rennfox van Rupert Hollaus, maar in Ulster waren ze kansloos. Ze moesten ook nog HP Müller, Hans Baltisberger en Werner Haas voor laten.
| Pos | Coureur             | Merk      | Tijd     | Punten |
| --- | ------------------- | --------- | -------- | ------ |
| 1   | Rupert Hollaus      | NSU       | 1:09"20" | 8      |
| 2   | Hermann Paul Müller | NSU       | +29"     | 6      |
| 3   | Hans Baltisberger   | NSU       | +1"03"   | 4      |
| 4   | Werner Haas         | NSU       |          | 3      |
| 5   | Cecil Sandford      | MV Agusta |          | 2      |
| 6   | Angelo Copeta       | MV Agusta |          | 1      |

| Coureur               | Merk      |
| --------------------- | --------- |
| Karl Lottes           | MV Agusta |
| Willi Scheidhauer     | MV Agusta |
| Arturo Paragues       | Lube      |
| Gabriel Corsín        | MV Agusta |
| José Antonio Elizalde | Montesa   |
| Juan Bertran          | Montesa   |
| Brian Purslow         | MV Agusta |
| Ivor Lloyd            | MV Agusta |
| Carlo Ubbiali         | MV Agusta |
| Franco Bertoni        | MV Agusta |
| Guido Sala            | MV Agusta |
| Massimo Genevini      | MV Agusta |
| Roberto Colombo       | MV Agusta |
| Tarquinio Provini     | Mondial   |

### Top negen tussenstand 125cc-klasse
(Slechts negen coureurs hadden al punten gescoord)
| Pos | Coureur             | Merk      | Ptn |
| --- | ------------------- | --------- | --- |
| 1   | Rupert Hollaus      | NSU       | 16  |
| 2   | Hans Baltisberger   | NSU       | 7   |
| 3   | Hermann Paul Müller | NSU       | 6   |
| 3   | Cecil Sandford      | MV Agusta | 6   |
| 3   | Carlo Ubbiali       | MV Agusta | 6   |
| 6   | Werner Haas         | NSU       | 3   |
| 7   | Ivor Lloyd          | MV Agusta | 2   |
| 8   | Angelo Copeta       | MV Agusta | 1   |
| 8   | Brian Purslow       | MV Agusta | 1   |

## Zijspanklasse
Opnieuw ging de overwinning in de zijspanklasse naar Eric Oliver en Les Nutt. Teamgenoten Cyril Smith en Stanley Dibben haalden de eindstreep nu wel en werden tweede, voor de BMW-combinatie Willy Noll/Fritz Cron, die ondanks hun BMW RS 54-koningsasmotor weer een grote achterstand opliepen. De organisatie had haar bedenkingen tegen vrouwelijke deelnemers, maar Inge Stoll beantwoordde dat door in het zijspan van Jacques Drion een punt te scoren.
| Pos | Coureur          | Bakkenist          | Merk             | Tijd    | Punten |
| --- | ---------------- | ------------------ | ---------------- | ------- | ------ |
| 1   | Eric Oliver      | Les Nutt           | Norton-Watsonian | 58"10'0 | 8      |
| 2   | Cyril Smith      | Stanley Dibben     | Norton-Watsonian | +28'2   | 6      |
| 3   | Wilhelm Noll     | Fritz Cron         | BMW              | +1"24'4 | 4      |
| 4   | Fritz Hillebrand | Manfred Grunwald   | BMW              |         | 3      |
| 5   | Walter Schneider | Hans Strauß        | BMW              |         | 2      |
| 6   | Jacques Drion    | Inge Stoll-Laforge | Norton           |         | 1      |

| Coureur        | Bakkenist     | Merk   |
| -------------- | ------------- | ------ |
| Ernst Kussin   | Franz Steidel | Norton |
| Julien Deronne | Jules Nies    | Norton |
| Hans Haldemann | Luigi Taveri  | Norton |
| Loni Neußner   | Werner Öxner  | Norton |
| Otto Schmid    | Otto Kölle    | Norton |
| Willi Faust    | Karl Remmert  | BMW    |
| René Bétemps   | André Drivet  | Norton |
| Bill Boddice   | John Pirie    | Norton |

### Top zeven tussenstand zijspanklasse
(Slechts zeven combinaties hadden al punten gescoord)
| Pos | Coureur          | Bakkenist          | Merk             | Ptn |
| --- | ---------------- | ------------------ | ---------------- | --- |
| 1   | Eric Oliver      | Les Nutt           | Norton-Watsonian | 16  |
| 2   | Fritz Hillebrand | Manfred Grunwald   | BMW              | 9   |
| 3   | Wilhelm Noll     | Fritz Cron         | BMW              | 8   |
| 4   | Cyril Smith      | Stanley Dibben     | Norton-Watsonian | 6   |
| 5   | Walter Schneider | Hans Strauß        | BMW              | 5   |
| 6   | Jacques Drion    | Inge Stoll-Laforge | Norton           | 3   |
| 7   | Bill Boddice     | John Pirie         | Norton           | 1   |

1922 · 1923 · 1924 · 1925 · 1926 · 1927 · 1928 · 1929 · 1930 · 1931 · 1932 · 1933 · 1934 · 1935 · 1936 · 1937 · 1938 · 1939 · 1946 · 1947 · 1948 · 1949 · 1950 · 1951 · 1952 · 1953 · 1954 · 1955 · 1956 · 1957 · 1958 · 1959 · 1960 · 1961 · 1962 · 1963 · 1964 · 1965 · 1966 · 1967 · 1968 · 1969 · 1970 · 1971 · 1973 · 1974 · 1975 · 1976 · 1977 · 1978 · 1979 · 1980 · 1981 · 1982 · 1983 · 1984 · 1985 · 1986 · 1988 · 1989 · 1990 · 1991 · 1992 · 1993 · 1994 · 1995 · 1996 · 1997 · 1998 · 1999 · 2000 · 2001 · 2002 · 2003 · 2004 · 2005 · 2006 · 2007 · 2008 · 2009 · 2010 · 2011 · 2012 · 2013 · 2014 · 2015